# Данн, Уинфилд
Брайант Уинфилд Калберсон Данн (англ. Bryant Winfield Culberson Dunn; 1 июля 1927, Меридиан, Миссисипи — 28 сентября 2024) — американский предприниматель и политический деятель, 43-й губернатор Теннесси (1971—1975).

## Биография
Уинфилд Данн родился в Меридиане, штат Миссисипи, в семье политиков и адвокатов Оберта и Дороти Даннов. Во время Второй мировой войны Уинфилд поступил на службу в Военно-морской флот США, а затем служил лейтенантом резерва в Военно-воздушных силах США.
В 1950 году Данн получил степень бакалавра в Миссисипском университете и в том же году он женился на Бетти Причард. Несколько лет Данн проработал в страховой отрасли, а также получил степень доктора философии в медицинском отделении Университета Теннесси. В дальнейшем Данн начал работать дантистом в Мемфисе.
В 1962 году Данн безуспешно баллотировался в Палату представителей Теннеси. Затем он был избран председателем Республиканской партии в округе Шелби и активно агитировал за Барри Голдуотера в президентской гонке 1964 года. В 1968 году Данн был делегатом на Национальном съезде республиканцев.

## Карьера
В 1970 году Данн баллотировался от Республиканской партии на пост губернатора Теннеси. Его соперником на выборах был Джон Джей Хукер, кандидат от Демократической партии. Данн победил Хукера, набрав на 59 тысяч голосов больше.
Вступив в должность, Данн стремился объединить две политические силы штата и предлагал государственные посты как республиканцам, так и демократам. Демократы поначалу отказывались сотрудничать. В 1972 году Нед Маквертер был избран спикером Палаты представителей Теннеси и согласился сотрудничать с губернатором.
Данну удалось добиться увеличения государственного налога с продаж, что позволило ему ускорить строительство автомагистралей и повысить зарплату государственным служащим. Он также создал Департамент экономического и общественного развития и Департамент общего обслуживания, а также реорганизовал Департамент персонала в попытке повысить эффективность найма госслужащих. Губернатор поддержал ратификацию штатом поправки, которая снизила возраст для голосования до 18 лет в 1971 году.

## Личная жизнь
У Данна и его жены Бетти есть трое детей: Чарльз, Гейл и Джули. Отец Данна на протяжении двух лет был членом Палаты представителей США.
Скончался 28 сентября 2024 года на 98-м году жизни.